# Safrané
Colias myrmidone
Espèce
Statut de conservation UICN

 EN A1cde : En danger
Statut CITES

Le Safrané ou Danubien (Colias myrmidone) est une espèce de lépidoptères de la famille des Pieridae et de la sous-famille des Coliadinae.

## Systématique
L'espèce Colias myrmidone a été décrite par Eugen Johann Christoph Esper en 1781.

### Sous-espèces
- Colias myrmidone myrmidone – Europe, Caucase, Sud-Ouest de la Russie
- Colias myrmidone ermak (Grum Grshimailo, 1890) – Sud de l'Oural, Ouest de la Sibérie, Kazakhstan

### Noms vernaculaires
Le Safrané se nomme Danube Clouded Yellow en anglais, Orangeroter Heufalter ou Regensburger Gelbling en allemand et bremvlinder en néerlandais.

## Description

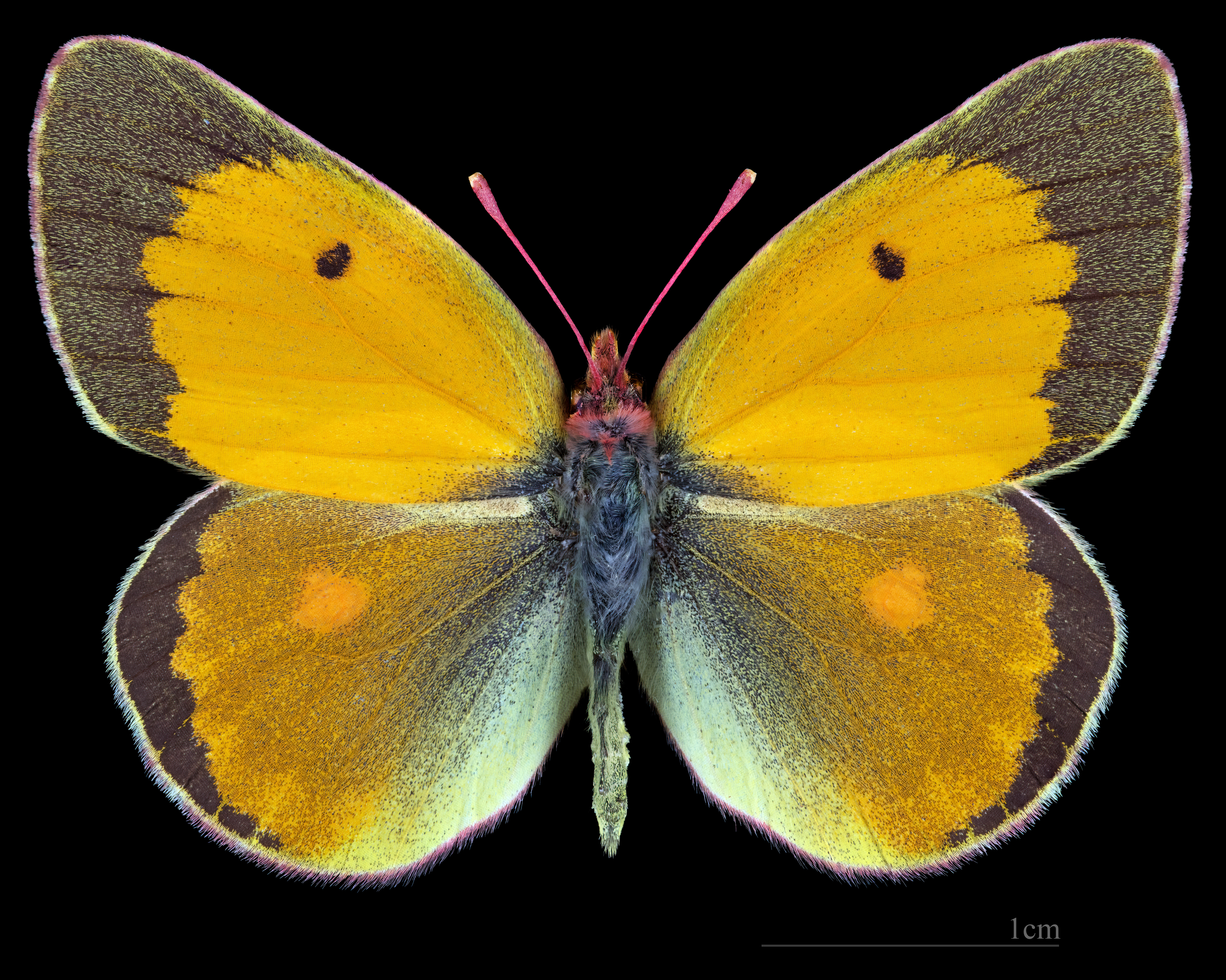
Colias myrmidone myrmidone  ♂  MHNT
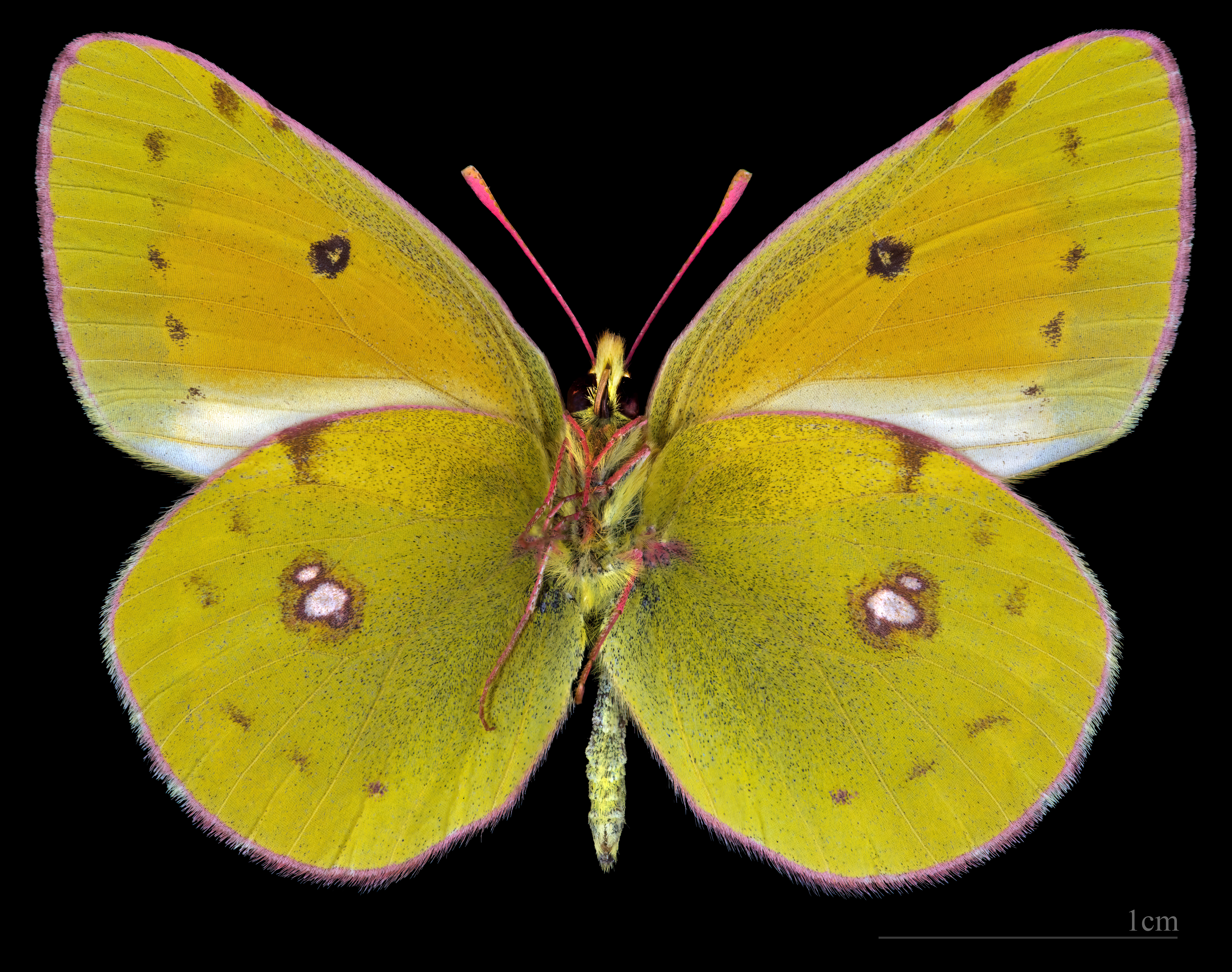
Colias myrmidone myrmidone  ♂   △ MHNT
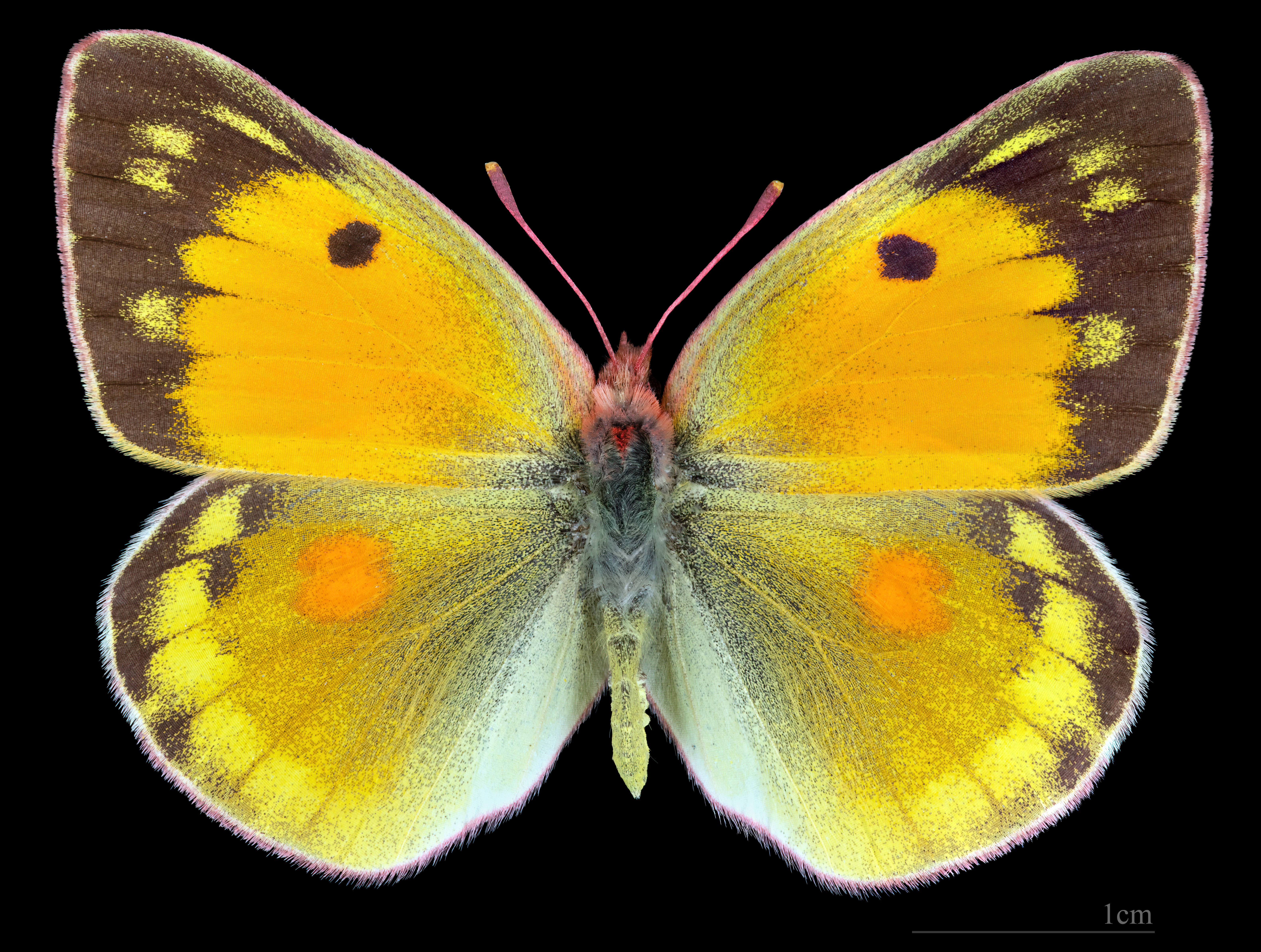
Colias myrmidone ♀ MHNT
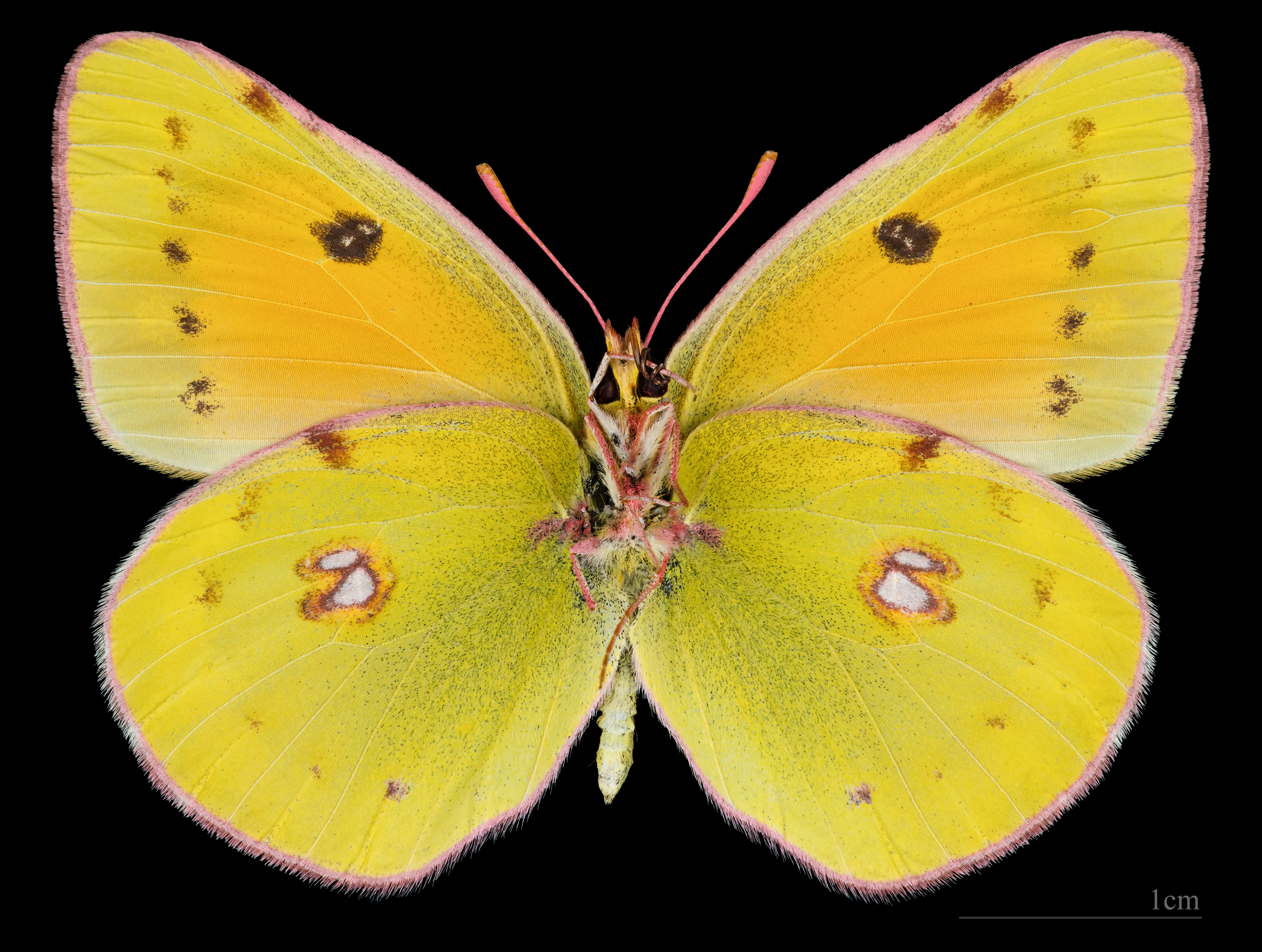
Colias myrmidone ♀ △ MHNT

### Imago
Le Safrané est un papillon petit à moyen, de couleur jaune orangé, la bordure noire étant chez la femelle ponctuée de taches jaunes. Le revers, jaune orangé est bordé de vert pâle.

#### Espèces ressemblantes
Il partage avec le Vermeil Colias aurorina, le Souci Colias crocea, l'Orangé Colias chrysotheme et le Corallin Colias caucasica balcanica le dessus des ailes jaune-orangé mais leur revers présente des différences.

### Chenille
Les œufs jaune clair qui deviennent roses éclosent vite et donnent des chenilles vertes ornées d'une bande blanche sur les côtés.

## Biologie

### Période de vol et hivernation
Il vole de mai à août, en deux générations.

### Plantes hôtes
Les plantes hôtes de sa chenille sont des cytises (Cytisus sp.).

## Écologie et distribution
Il était présent le long du Danube du sud de l'Allemagne jusqu'à la mer Noire, l'Ukraine, la Russie, et l'Ouest de l'Asie. Il est en voie de disparition en Bavière et dans d'autres pays du centre de l'Europe : Autriche, Hongrie, Roumanie.

### Biotope
Le Safrané est un hôte des prairies sèches.